# Capella de Santa Susanna (Amposta)
La capella de Santa Susanna és un edifici d'Amposta inclòs a l'Inventari del Patrimoni Arquitectònic de Catalunya.

## Descripció
Es tracta d'una petita capella amb la planta rectangular, situada al bell mig de la façana lateral esquerra d'una casa del carrer Victòria que dona a la plaça de Santa Susanna.
La capella pròpiament dita, és un cos prismàtic que sobresurt d'aquesta façana i que té una alçada de 4 o 5 metres i una profunditat d'uns 1,5 o 1,75 metres, amb una teulada a tres vessants que sobresurt del cos bàsic.
El petit porxo que cobreix l'accés es recolza en dues columnes amb capitells cúbics i basaments prismàtics rectangulars, donant pas a un petit pòrtic que mitjançant una senzilla escala ens condueix a la capella, la qual té una porta amb arc de mig punt amb reixat de ferro amb vidres.
Als dos costats de la capella hi ha uns espais rectangulars tancats per un reixat aixecat damunt d'un petit mur de pedra, i centrats per una mena de grans peus o basaments per a contenir plantes.
Tota la capella està emmarcada per un capcer fingit damunt la façana de la casa ja esmentada; totes les superfícies estan cobertes per unes rajoles rectangulars de color granat, a imitació del maó.

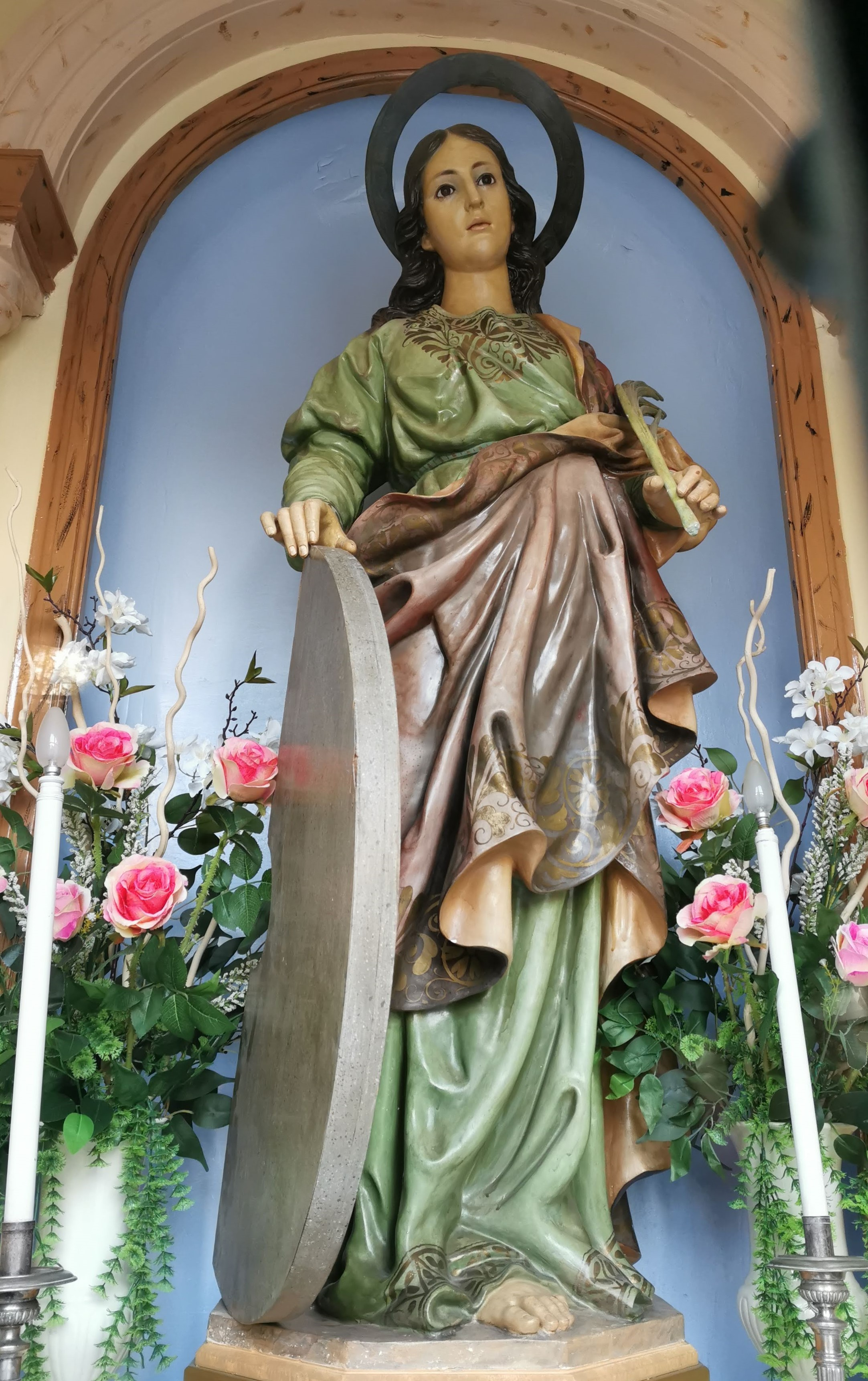
Imatge de Santa Susanna.

L'interior és molt senzill, amb un petit altar on l'estàtua de la santa emmarcada per una arcada de mig punt, flanquejat per dues pseudo-columnes acanalades.

## Història
Les primeres notícies referides a aquesta capella es remunten als inicis de la construcció de l'església parroquial de Santa Maria, ja que s'hi celebraven allà els actes litúrgics.
Aquesta primera capella tenia una superfície de 155 m2 -cal recordar que Santa Susanna fou la patrona de la vila fins a finals del segle XIX-.
Amb la restauració se subhastà públicament perquè amb la nova església la capelleta havia caigut en desús, i va ser emprada com a magatzem de sal. Va ser adquirida el 1885 per Genera Torren i Forcadell per la quantitat de 1.240 Ptes., però aquest senyor va donar-la a l'Ajuntament d'Amposta el 1889.
L'altar actual és posterior a la guerra civil, dels anys 50.